# El invierno de las anjanas
El invierno de las anjanas (2000) és una pel·lícula espanyola dirigida per Pedro Telechea.

## Argument
Relat de l'amor entre una jove burgesa (Adelaida, Elena Anaya) i un pescador (Eusebio, Eduardo Noriega) en la Guerra de Cuba del 98. Es tracta d'una versió similiar a Romeo i Julieta en què ella és al caire de la bogeria i ell entre la vida i mort en una època - 1898 - caracteritzada per l'esmentada guerra.

## Repartiment
- Eduardo Noriega: 	Eusebio Sánchez Arguello / Andrés Echarri
- Elena Anaya: 	Adelaida
- Elvira Mínguez: 	Maria
- Juan Diego: 	Germán
- Ana Gracia: 	Pilar
- Petra Martínez: 	Justa
- Mario Zorrilla: 	Lucio
- Fernando Vivanco: 	Ricardo
- Juan Margallo: 	Félix
- José Ignacio Fernández Benito: 	Doctor Uranga
- Carla Granados: 	Sara
- Elisa Vidal: 	Manuela
- Laura Heredero: 	Dona del senador
- Manuel Breton: 	Secretària
- Fernando Rebanal: 	Miruello

## Crítica
- Barreja de drama romàntic, faula màgica, melodrama lèsbic i intriga política, la pel·lícula deixa anar una forta olor de ranci.... Textos i situacions deplorables[1]
- Pel·lícula amb bones intencions i repartiment atractiu que es va quedar a mig camí de tot, a causa de la poca habilitat de la direcció d'actors i a la manca de recursos[2]